# Aceratheriinae
Sous-famille
Les Aceratheriinae (parfois Aceratherinae) forment une sous-famille éteinte de rhinocéros ayant vécu en Asie, Afrique, Europe et Amérique du Nord durant un long intervalle de temps de l'Oligocène jusqu'au Pliocène voire jusqu'au Pléistocène moyen, c'est-à-dire il y a environ entre 33,9 et 0,3 Ma (millions d'années).

## Taxonomie

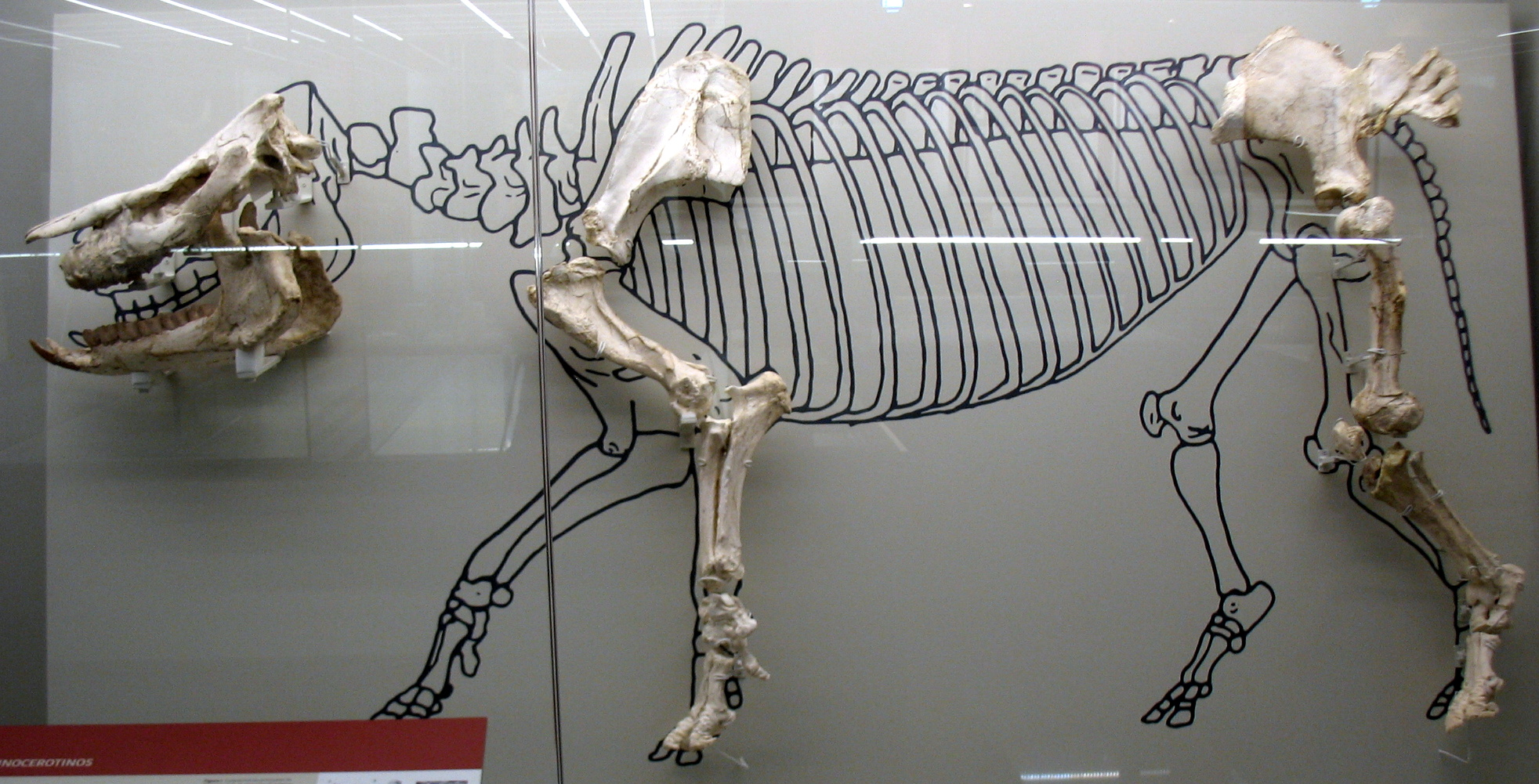
Squelette partiel et silhouette de Aceratherium incisivum sur le site fossilifère de Torrejón de Velasco,
près de Madrid.

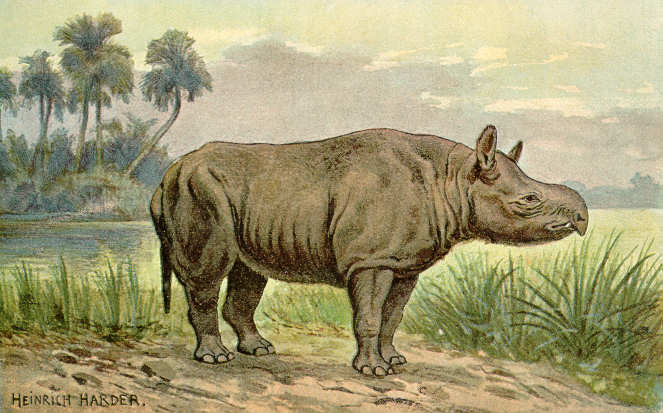
Vue d'artiste obsolète d'un Aceratheriinae
du genre Aceratherium par Heinrich Harder en 1920.

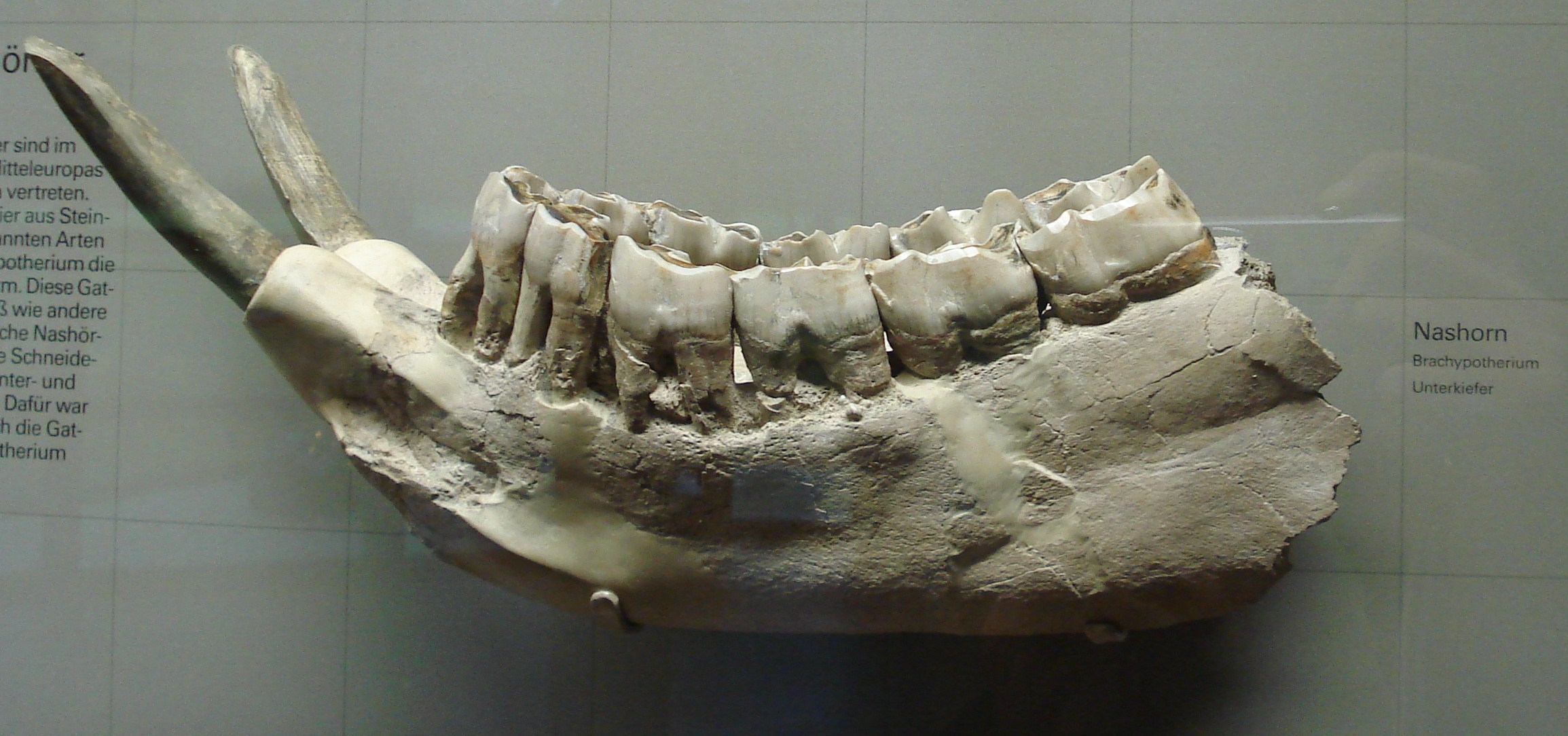
Mandibule d'un Aceratheriinae : Brachypotherium
au Musée national d'histoire naturelle de Stuttgart.

La sous-famille des Aceratheriinae a été érigée par le paléontologue belge Louis Dollo en 1885. Elle a été rattachée aux Rhinocerotida par Codrea (1992), et aux Rhinocerotidae par Prothero (1998), Antoine et al. (2000), Kaya et Heissig (2001), Sach et Heizmann (2001) et Deng (2005),,.

## Liste des genres
- † Aceratherium
- † Acerorhinus
- † Alicornops
- † Aphelops
- † Aprotodon
- † Brachydiceratherium
- † Brachypodella
- † Brachypotherium
- † Chilotherium
- † Diaceratherium
- † Dromoceratherium
- † Floridaceras
- † Galushaceras
- † Hoploaceratherium
- † Mesaceratherium
- † Peraceras
- † Persiatherium
- † Plesiaceratherium
- † Proaceratherium
- † Prosantorhinus
- † Shansirhinus
- † Subchilotherium
- † Teleoceras